# Öhringen Hauptbahnhof
Öhringen Hauptbahnhof – stacja kolejowa w Öhringen, w kraju związkowym Badenia-Wirtembergia, w Niemczech. Według DB Station&Service ma kategorię 4. Znajduje się na linii Crailsheim – Heilbronn.

## Linie kolejowe
- Linia Crailsheim – Heilbronn

## Połączenia
| Linia | Trasa | Takt          |
| ----- | --- | ------------- |
| RE    | Heilbronn Hbf – Weinsberg – Öhringen Hbf – Waldenburg – Schwäbisch Hall – Schwäbisch Hall-Hessental – Crailsheim                                                                                                  | 120 min       |
| RB    | Öhringen Hbf – Waldenburg – Schwäbisch Hall – Schwäbisch Hall-Hessental | 120 min       |
| S4    | Karlsruhe Albtalbf – Karlsruhe Hbf (Vorplatz) – Karlsruhe-Durlach – Bretten – Eppingen – Schwaigern (Württ) – Heilbronn Hbf/Willy-Brandt-Platz – Heilbronn Pfühlpark – Weinsberg – Öhringen Hbf – Öhringen-Cappel | 10 lub 30 min |